# 상대원초등학교
상대원초등학교(上大院初等學校)는 대한민국 경기도 성남시 중원구 상대원동에 있는 공립 초등학교이다.

## 학교 연혁
- 2001년 1월 3일 : 상대원초등학교 설립 인가
- 2002년 9월 1일 : 상대원초등학교 개교
- 2002년 9월 16일 : 상대원초등학교 병설유치원 개원
- 2020년 1월 15일 :  제17회 졸업식 (37명 졸업 총 졸업생 1065명)

## 참고 자료
- 상대원초등학교 - 한국교육학술정보원 학교알리미